# Văn Minh
Văn Minh là một xã thuộc huyện Na Rì, tỉnh Bắc Kạn, Việt Nam.

## Địa lý
Xã Văn Minh có vị trí địa lý:
- Phía bắc giáp xã Sơn Thành
- Phía đông giáp xã Sơn Thành và xã Cư Lễ
- Phía nam giáp xã Trần Phú
- Phía tây giáp xã Côn Minh và xã Văn Lang.

Xã Văn Minh có diện tích 37 km², dân số khoảng 1.144 người, mật độ dân số đạt 31 người/km².
Văn Minh có một đoạn quốc lộ 279 đi qua phần phía đông bắc. Sông Na Rì chảy từ phái nam lên phía bắc của xã và có một số phụ lưu như khuổi Lùng, khuổi Piệt, khuổi Tục, khuổi Pia, suối Cư Lễ.

## Hành chính
Xã Văn Minh được chia thành 12 bản: Nà Piẹt, Khuổi Tục, Tổng Kạng, Nà Slo, Nà Mực, Nà Deng, Nà Ngoà, Pác Ban, Pác Liềng, Khuổi Piấu, Nà Dụ, Khuổi Liềng.